# 콤바인 (하프라이프)

콤바인(Combine)은 하프라이프2에 등장하는 외계 종족으로, 콤바인 제국(The Combine Empire) 또는 우주 연합(Universal Union)이라고도 불린다. 이 외계종족은 하프라이프 2에서 최초로 등장하며, 하프라이프 시리즈 스토리 전반의 핵심이 되는 요소 중 하나다.

## 하프라이프1
본편에서 직접적으로 언급된 사항은 없다. 그러나 하프 라이프 1의 최종 보스인 니힐란스가 XEN 챕터 이후로부터 고든 프리맨에게 말해오는 발언들은 콤바인이라는 거대한 배후에 대한 암시를 알리는 것으로 알 수 있다. 거기에 니힐란스는 본편의 설정대로라면 흉판 중심에 개조를 당한 흔적이 있다. 이로 미루어 그는 콤바인에게 완전히 조종 당하고 있었다고 볼 수 있다.
대공명 현상의 발생을 통해 콤바인은 최초로 지구라는 행성의 존재에 관심을 기울이게 되고, 이것이 훗날 하프라이프 2의 콤바인 식민치하를 이루게 되는 원인이 된다.

## 고든 프리맨의 공백기간 동안 벌어진 사건들
대공명 현상 이후 주의 깊게 지구의 동향을 살펴오던 콤바인은 마침내 지구를 침공하기로 결심한다. 이때 대공명 현상으로 인해 발생한 후유증인 포털 폭풍을 활용하기로 하고, 지구의 주둔 종족인 인류와 젠에서 도망쳐간 수하 종족들을 한꺼번에 식민지화하는 것을 목표로 삼는다.
모든 준비를 갖춘 콤바인은 포털 폭풍의 강제 활성화를 이용, 지구의 전 대륙에 대기 병력을 상륙시켜 7시간 전쟁을 일으켰다. 미 국방부와 UN이 패배한 것을 기점으로 지구의 모든 군사 병력이 7시간만에 무력화되고 이 과정에서 콤바인은 자신들의 의사를 이해시킬 인류를 찾던 중, 콤바인의 의도에 동조하고 있었던 인간인 월리스 브린과 접촉하게 되고 그를 콤바인의 전달자로 삼아 지구에게 항복을 받아 낸다. 그리고 그로 하여금 지구의 대리 통치자로 임명시켜, 자신들의 꼭두각시로 만든다. 브린 본인은 자각하지 못하고 있었던 사실이었지만, 그가 콤바인에게 동조하면서도 인간으로 남게 된 이유는, 오히려 대리 통치자인 브린이 인간이라는 점을 부각시켜 콤바인의 지구 식민 지배가 합리적이고 긍정적인 것으로 인류에게 인식하게금 만들기 위해서였던 것이다.
사태가 어느 정도 안정되자 콤바인은 그동안 침략과 파괴 당해왔던 인구 분포지를 제외한 현재 남아 있는 인구 밀집 지역을 기점으로, 그들의 고향에서 포털을 통해 요새(Citadel)를 소환하여 도시의 중심지에 설치, 각 도시의 이름을 개명하여 시민들을 그 도시에 살게 했는데, 이를 일컬어 '지구'라고 한다. 하프라이프 2에서의 정보로 볼때, 전 세계 각지에 여러 가지 번호의 지구들이 존재하는 것으로 추측된다(하프라이프 2 시작 초기의 배경이자 챕터의 이름 중 하나인 17번 지구, 한 시민에 의해 언급된 14번 지구).
각 도시가 설립되고 시민들이 제각기 지정된 거주지로 분포되기 시작하자 콤바인은 전 지구에 대한 미디어 매체와 치안권을 조작하기 시작한다. 언론, 신문, 라디오, TV, 온갖 매스 미디어를 비롯한 정보 수요원이 통제되기 시작했으며, 콤바인은 자신들의 대(對)인류 선전을 위한 강제 정보 설파를 개시한다. 거리의 높은 첨탑에는 미디어 스크린이 설치되기 시작했고, 거주지내 TV에서도 콤바인이 규정한 방송만이 방영되었다. 더불어 콤바인은 자신들의 뜻에 여전히 협조적이지 않은 시민들을 강제로 동조시키기 위해, 마신 사람의 기억을 잃게 하는 음용수를 도시 각지에 무료로 비치해 놓는다. 이에 대한 언급은 하프라이프 2 첫 번째 챕터인 도착 지점에서 "그 물은 마시지마" 라고 하는 시민에게서 알 수 있다.
거리 치안을 위한 병력 투입도 가해졌다. 해당 장소에서 입수한 정보를 그대로 콤바인 기지국 및 치안 병력에게 전달하는 이동 감시원인 스캐너와,
"시민은 시민이 지킨다"라는 슬로건을 통해 시민에 대한 시민의 감시를 시작하기 위해 시민 보호 기동대를 창설하고, 다른 반항적인 시민들을 콤바인 솔저들로 개조하는 등, 이것은 인류의 콤바인에 대한 적대와 반동 의지를 사전에 방지하고 제압하기 위함인 정책이었다. 여기에서 감시인(Overwatch)이라는 개념이 등장하게 되는데, 이는 콤바인의 종합 정보 처리 체계를 의미하기도 하고, 기동대를 비롯한 콤바인의 병력을 일컫는 의미를 갖고 있기도 하다.
그 다음 인류에 대한 종적(種的) 정리가 가해졌다. 성인을 제외한 유아나 청소년, 노인에 대한 대대적인 학살이 가해졌으며, 지구에 존재하는 저명한 지식인들의 정보요인을 습득하기 위해 격리 수용 시설인 노바 프로스펙트로 이송하고, 인류의 출산율 증가를 막기 위해 억압 구역(Suppression Field)을 설치, 각 지구의 지배 기지인 시타델에서 임신 과정중에 필요한 단백질 사슬 형성을 막는 특수 조치를 취한다. 거기에 콤바인에 대해 저항하는 반사회적 요인인 반시민들을 제거하기 위해 기동대를 비롯한 병력을 투입, 사살 및 압송하여 시타델의 노동 인력인 스토커로 개조하는 등 착실하게 인류에 대한 노예화를 진행한다.
또 다른 조치로는 지구의 환경 재조성이었다. 그들은 지구에 분포하는 바닷물을 강제로 고갈시키는 등, 그들 콤바인의 생활 체계에 적합한 환경을 만들어나가기 시작했다. 다시말해 이 환경은 그들의 고향과 가능한 유사하게 구축하기 위해서 조성된다.

## 하프라이프2
여기에서 언급할 사항은 대부분 위 문단에서 기록됐다. 그러나 오직 본편 게임만을 통해 짐작할 수 있는 요소는 콤바인이라는 이름 그대로 그들 종족이 어떠한 생태 체계를 이루고 있는가 하는 것이다. 작중 언급에 의하면 그들은 태양계와는 다른 반대 세계(Combine Over World)에서 왔다. 여기서 주목해야 할 사실은 그들 종족간의 외형적/내형적 특성들은 일치하는 점이 거의 없으며, 유기적 요소와 기계적 요소가 융합된 것으로 보인다는 것이다. 17번 지구에서 볼 수 있는 유인원-인간-감시인(콤바인 솔져)의 진화과정을 그려놓은 스프레이 벽화와 노바 프로스펙트에서 행해지는 신체 개조, 유기적/기계적으로 설계된 요새(Citadel)내부─신경 다발로 이루어진 네트워크 구축망과 같은─로 미루어 볼 때 이들은 줄곧 융합/개조라는 독특한 과정을 통해 타 종족과의 접촉을 가졌으며, 식민치하의 종족이 서식하는 행성의 특성에 맞게끔 주둔병력을 개조/진화시킨 것으로 보인다.

## 조언자
하프라이프 2에서 이미 등장한 적이 있지만, 본격적으로 등장한 것은 하프라이프 2: 에피소드 2에서였다. 콤바인 대군주(Combine Overlord) 라고도 불린다. 각 요새를 통치하는 콤바인의 실질적인 수뇌부이며, 대부분의 명령이 이들에게서 내려진다. 브린이 바로 이 조언자에게 꼭두각시 노릇을 당하고 있었다. 콤바인 조언자는 비행 능력을 갖고 눈이 퇴화했으며, 촉수를 머리에 꽂아 뇌를 빨아먹는 것은 폴 버호벤의 영화판 스타쉽 트루퍼스에 등장하는 Brain Bug라는 생물에서 영향을 받은 것으로 추정된다. 정보 관리와 지휘만을 주축으로 해왔기에 그를 제외한 기관들은 필요가 없으므로 퇴화된 것으로 보이며, 몇몇 조언자들은 이를 대신할 기계장치를 신체에 장착했다. 그러나 그 외에 일종의 정신적인 힘과 물리적인 힘을 행사할 수 있는 것으로 보이는데, 에피소드 1과 에피소드 2에서 이를 확인할 수 있다. 추측으론 콤바인이라는 종족의 원형으로 보인다.
콤바인 조언자가 뇌수를 빨아들임으로서 정보를 캐낼 수 있다는 이야기가 존재하나, 이는 사실이 아니다. 콤바인 조언자가 그런 능력을 가지고 있다는 정보는 게임 본편 그 어디에도 없으며, 해외의 유명 하프 라이프 위키인 콤바인 오버위키에서도 이러한 추측이 있다 식으로만 언급될 뿐이다. 참고로 이러한 추측이 존재하는 이유는 바로 상술되어 있듯이 콤바인 조언자는 스타쉽 트루퍼스의 Brain Bug에서 영향을 받은 것으로 추정되는데, Brain Bug는 뇌에서 정보를 추출하는 능력을 가지고 있기 때문이다.

## 콤바인 컴뱃
하프라이프 2의 싱글플레이 MOD로, 제목에서 알 수 있듯 고든 프리맨이 아닌 콤바인의 시점에서 진행된다. 아쉬운 건 정식 버전이 아닌 데모 버전만 있다는 것.